# Tahiti Nui-orden
Tahiti Nui-orden (franska: Ordre de Tahiti Nui) är en tahitisk utmärkelse som grundades den 5 juni 1996. Utmärkelsen delas för exceptionella tjänster för Franska Polynesien och benämningar är i princip begränsade till franska medborgare. Utlänningar, som har visat vänskap mot Franska Polynesien, kan också få utmärkelsen.
Ordens stormästare är Franska Polynesiens president.
Orden består av fyra klasser och befordringar från en lägre klass till nästa är möjligt. Antal benämningar i olika klasser är begränsat (i parentes):
- storkors (10)
- kommendör (40)
- officerare (100)
- riddare (300)